# Enna baeza
Pour les articles homonymes, voir Baeza (homonymie).
Espèce
Enna baeza est une espèce d'araignées aranéomorphes de la famille des Trechaleidae.

## Distribution
Cette espèce se rencontre en Équateur et au Pérou.

## Description
La carapace de la femelle holotype mesure 4,52 mm de long sur 3,99 mm de large.

## Étymologie
Son nom d'espèce lui a été donné en référence au lieu de sa découverte, Baeza.

## Publication originale
- Silva, Lise & Carico, 2008 : Revision of the Neotropical spider genus Enna (Araneae, Lycosoidea, Trechaleidae). Journal of Arachnology, vol. 36, p. 76-110 (texte intégral).